# VN12
VN12 — китайская БМП, представленная в 2017 году. Широко используется китайской армией.
Внешне она напоминает БМП ZBD-08. Данная бронемашина разрабатывалась в основном для экспорта.

## Броня
VN12 имеет сварной корпус и башню. Данная броня защищает от огня стрелкового оружия и осколков артиллерийских снарядов.

## Вооружение
VN12 вооружен 30-мм пушкой. Он может поражать цели на расстоянии до 4 км. Имеет пулемет 7.62 мм. Имеет ПТРК с дальностью до 3000 км. Одна ракета находится в готовности, четыре других в корпусе.

## Экипаж
VN12 управляется экипажем из трех человек, включая командира, наводчика и водителя. Помимо экипажа из трех человек, VN12 также может перевозить 7 человек.

## Передвижение
VN12 оснащен дизельным двигателем с турбонаддувом, развивающим мощность 600 л.с. Не имеет приспособлений для передвижения по воде.